# Lars Masell
Lars Masell (* 27. Januar 1981 in Jena) ist ein deutscher Basketballtrainer.

## Leben
Masell war ab 2002 als Trainer im Jugendbereich des TuS Jena tätig, in den Spielzeiten 2004/05 und 2007/08 betreute er ebenfalls Herrenmannschaft des USV Jena beziehungsweise des TuS Jena in der 2. Regionalliga. Im Jugendleistungssport übte Masell beim TuS Jena das Amt des Assistenztrainers der Mannschaft in der Jugend-Basketball-Bundesliga (Saison 2004/05) und in der Nachwuchs-Basketball-Bundesliga (2005 bis 2007) aus. Zwischen 2008 und 2010 war er Co-Trainer beim Zweitligisten Science City Jena.
2010 wechselte er nach Würzburg, war Co-Trainer der Mannschaft (damals Würzburg Baskets) in der 2. Bundesliga ProA. Er übernahm des Weiteren Aufgaben in der Nachwuchsförderung, war von 2011 bis November 2012 für die Leitung des Jugendleistungssports zuständig, betreute als hauptverantwortlicher Trainer Würzburgs Mannschaft in der Nachwuchs-Basketball-Bundesliga sowie die Herren der TG Würzburg in der 1. Regionalliga.
Von 2012 bis 2016 gehörte Masell als Assistenztrainer zum Stab des Bundesligisten Basketball Löwen Braunschweig (bis 2014 lautete der Mannschaftsname New Yorker Phantoms Braunschweig): In der Saison 2012/13 unter Cheftrainer Kostas Flevarakis, ab 2013 unter Raoul Korner. Im Laufe seiner Amtszeit bei den Niedersachsen arbeitete Masell als Assistenztrainer unter anderem mit Spielergrößen wie Immanuel McElroy und Derrick Allen sowie dem aufstrebenden Dennis Schröder zusammen.
Zur Saison 2016/17 ging Masell gemeinsam mit Korner zu Medi Bayreuth und war auch bei den Oberfranken als Co-Trainer des Österreichers tätig. Masell verließ Bayreuth nach der Spielzeit 2020/21 und wechselte in den Trainerstab von John Patrick beim Bundesliga-Konkurrenten MHP Riesen Ludwigsburg. Mit Patrick hatte er bereits in Würzburg zusammengearbeitet. Masell trug in seinem Amt unter anderem dazu bei, dass Ludwigsburg 2022 Dritter im europäischen Vereinswettbewerb Champions League wurde.
Nach einem Jahr in Ludwigsburg kehrte Masell 2022 nach Bayreuth zurück, um dort als Nachfolger seines früheren Vorgesetzten Raoul Korner die Cheftrainerstelle beim Bundesligisten anzutreten. Masell beschreibt die Spielweise, die er mit seinen Mannschaften bevorzugt, als verteidigungsbetont. Anfang Februar 2023 wurde Masell in Bayreuth, mit der Mannschaft auf dem letzten Platz der Bundesligatabelle stehend, entlassen.
Anfang September 2023 ging er als Co-Trainer zum Zweitligisten Jena zurück, um dort den krankheitsbedingt auf unbestimmte Zeit fehlenden Kendall Chones zu ersetzen. Masell beendete die Tätigkeit am Ende des Jahres 2023.
2024 wurde er wieder Assistenztrainer beim Bundesligisten Ludwigsburg. Dort wurde er Mitarbeiter im Stab von Cheftrainer John Patrick, mit dem Masell schon in Würzburg und in seiner ersten Ludwigsburger Amtszeit zusammengearbeitet hatte. Im März 2025 betreute Masell die Ludwigsburger Mannschaft in Abwesenheit des erkrankten Patrick hauptverantwortlich im Viertelfinal-Rückspiel des FIBA Europe Cups. Das Spiel wurde verloren, womit der Einzug in die Runde der letzten Vier verfehlt wurde. Ende März 2025 wurde Masell Ludwigsburger Cheftrainer, nachdem Patrick entlassen worden war. Er blieb bis zum Ende der Saison 2024/25 im Amt.
In der Sommerpause 2025 wechselte Masell zu den New Taipei Kings nach Taiwan und wurde dort wieder als Assistenztrainer von John Patrick tätig.